# Agathis thompsoni
Agathis thompsoni är en stekelart som beskrevs av Michael J. Sharkey 1987. Agathis thompsoni ingår i släktet Agathis och familjen bracksteklar. Inga underarter finns listade i Catalogue of Life.